# Регіональний ландшафтний парк «Дніпровські острови»
«Дніпровські острови» — регіональний ландшафтний парк, розташований на території Деснянського району, Дніпровського району, Голосіївського району, Печерського району та Оболонського району Київської міськради. Заснований 23 грудня 2004 року. Площа — 1 214,99 га. Землекористувач — державне комунальне підприємство «Плесо».

## Історія
Регіональний ландшафтний парк був створений Рішенням Київської міськради від 23 грудня 2004 року № 878/2288. До складу парку були включені раніше створені природоохоронні об'єкти: загальнозоологічний заказник Острови Козачий та Ольжин і ландшафтний заказник Муромець-Лопуховате. 2007 року Державним управлінням екології був затверджений Проект організації території регіонального ландшафтного парку Дніпровські острови. Згідно з Генеральним планом Києва до 2025 року, планується включення островів на території Голосіївського району до складу Національного природного парку «Голосіївський».

## Опис
Згідно рішенню про створення Регіональний ландшафтний парк "Дніпровські острови, включає наступні острови:
Голосіївський район
1. острів Жуків (включена лише Козача коса), 9000001, 70,01 га, ДКП «Плесо» «Київкомплект», стаціонарна рекреація, господарська зона.
2. острів Козачий з протокою, 90338, 154,30 га, Сільськогосподарське товариство з обмеженою відповідальністю «Агрокомбінат Хотівський», заповідна.
3. острів Ольгин з протокою (включено острови Ольжин та Проміжний), 221,70 га, Сільськогосподарське товариство з обмеженою відповідальністю "Агрокомбінат Хотівський, заповідна.
4. острів Дикий (розташований в Київській області), 129,75, ДКП «Плесо», заповідна,
5. острів без назви (острів Фалієва, координати 50.295373, 30.642568), 9,19 га, ДКП «Плесо», регульована рекреація.
6. острів без назви (острів з групи «острови Намистини» в затоці біля Козачої коси, острови були пронумеровані 1-7 з півночі на південь, 50.328802, 30.606388), 0,31 га, ДКП «Плесо», заповідна.
7. острів без назви (острів з групи островів Намистини в затоці біля Козачої коси), 0,23 га, ДКП «Плесо», заповідна.
8. острів без назви (острів з групи островів Намистини в затоці біля острів з групи островів Намистини), 0,51 га, ДКП «Плесо», заповідна.
9. острів без назви (острів з групи островів Намистини в затоці біля острів з групи островів Намистини), 0,18 га, ДКП «Плесо», заповідна.
10. острів без назви (острів з групи островів Намистини в затоці біля острів з групи островів Намистини), 0,27 га, ДКП «Плесо», заповідна.
11. острів без назви (острів з групи островів Намистини в затоці біля острів з групи островів Намистини), 0,49 га, ДКП «Плесо», заповідна.
12. острів без назви (острів з групи островів Намистини в затоці біля острів з групи островів Намистини), 0,50 га, ДКП «Плесо», заповідна.
13. острів без назви (острів Великий Південний), 36,30 га, ДКП «Плесо», регульована рекреація.
14. острів без назви (острів Сателіт біля острова Великий Південний), 0,55 га, ДКП «Плесо», заповідна.
15. острів без назви (острів Тополевий), 50.356104, 30.583570, 9019201, 6,77 га, ДКП «Плесо», регульована рекреація.
16. острів без назви (острів Довгий біля узбережжя острова Жуків — навпроти острова Тополевий, 50.354178, 30.576284), 9019202, 2,54 га, ДКП «Плесо», заповідна.
17. острів без назви (острів Куличиний Південний) безпосередньо біля західного узбережжя острова Тополевий, 50.354557, 30.580135), 9019203, 0,33 га, ДКП «Плесо», заповідна.
18. острів без назви (острів Куличиний Північний) —  між півостровом Гострий та островом Тополевий, 50.360509, 30.575802), 9019204, 0,15 га, ДКП «Плесо», заповідна.
19. острів без назви (не ідентифікується на суч. гідрологічній мапі), 9019205, 0,07 га, ДКП «Плесо», заповідна.
20. острів без назви (не ідентифікується на суч. гідрологічній мапі), 9019206, 0,03 га, ДКП «Плесо», заповідна.
Деснянський район
21. острів Муромець (урочище Муромець, за площею третина острова в межах Києва), 148,15 га, ДКП «Плесо», заповідна.
22. острів Лопуховатий, 55,71 га, ДКП «Плесо», регульована рекреація.
23. острів без назви (острів Шарлеманя поміж Оболонським островом та Муромцем), 0,12 га, ДКП «Плесо», заповідна.
24. острів без назви (острів Оболонський), 17,43 га, ДКП «Плесо», регульована рекреація.
Дніпровський район
25. острів Долобецький, 128,00 га, ДКП «Плесо», ККО «Київзеленбуд», стаціонарна рекреація.
26. острів Гідропарк (малий) (острів Малий Гідропарк), 3,14 га, ДКП «Плесо», заповідна.
27. острів Венеційський, 187,50 га, ДКП «Плесо» ККО «Київзеленбуд», стаціонарна рекреація.
28. острів без назви (острів Міжмостний), 18,0 га, ДКП «Плесо», ККО «Київзеленбуд», регульована рекреація.
Оболонський район
29. острів Оболонський (острів Оболонської коси), 14,77 га, ДКП «Плесо», стаціонарна рекреація.
30. острів без назви (острів Вербовий на затоці Собаче Гирло), 0,59 га, ДКП «Плесо», стаціонарна рекреація.
31, острів без назви (маленький колишній супутник острова Вербовий, наразі злився з ним в одне ціле), 0,05 га, ДКП «Плесо», стаціонарна рекреація.
Печерський район
32. острів без назви (острів Малий Північний), 4,66 га, ДКП «Плесо», заповідна.
33. острів без назви (острів Малий Південний), 1,64 га, ДКП «Плесо», заповідна.
34. острів без назви (острів Малий Західний), 1,05, ДКП «Плесо», заповідна.

## Як дістатись
Пішки 1) пішки від ст. м. Гідропарк (до острова Венеційський); 2) зупинка  Парк Дружби народів  (до островів Муромець, Лопуховатий, на Північному мосту) автобуси № 21, 29, 30, 31, 47, 73, 100, 101, 101к, 114, 114а (від ст. М. Петрівка), далі пішки близько 1,5 км; 3) зупинка  Готель Арма Енкор  (до Жукового острова) і  база Динамо  (до острова Козачий, на Столичному шосе) маршрутні таксі № 43, 43К, 311, 313, 315, 811 (від ст. м. Видубичі), далі пішки близько 1,5 км. Найближче метро:    Гідропарк,    Почайна,    Видубичі.
На деяких об'єктах парку наявні інформаційні знаки.

## Природа
Рослинність островів представлена заплавними дібровами з додаванням тополі і верби. На острові  Ольжин зустрічаються дуби віком понад 100 років (висота до 20 м, обхват стовбура на висоті 1,5-3 м). Водна рослинність поширена на протоках і озерах великих островів.
Серед ссавців фауна заказника представлена такими видами як видра, горностай, лось, свиня дика, косуля, заєць сірий, білка , бобер, ондатра, лисиця, єнот уссурійський, ласиця мала, візон, куниця, їжак , кажани і гризуни. У заказнику зустрічається безліч птахів, комах, плазунів, земноводних. У водах заказника зустрічається 29 видів риб (сом, лящ, щука,  судак).

## Галерея

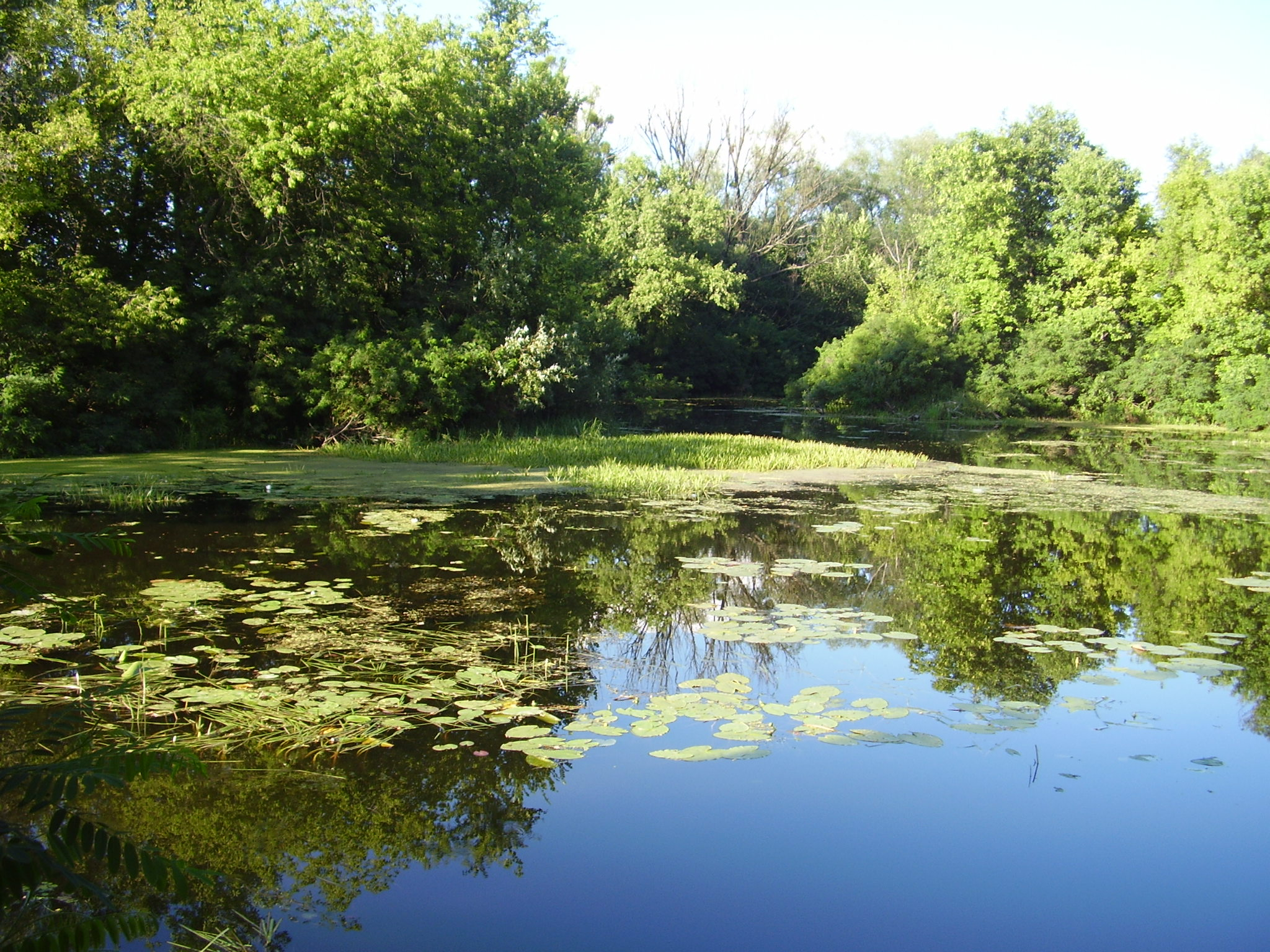
Жуків острів
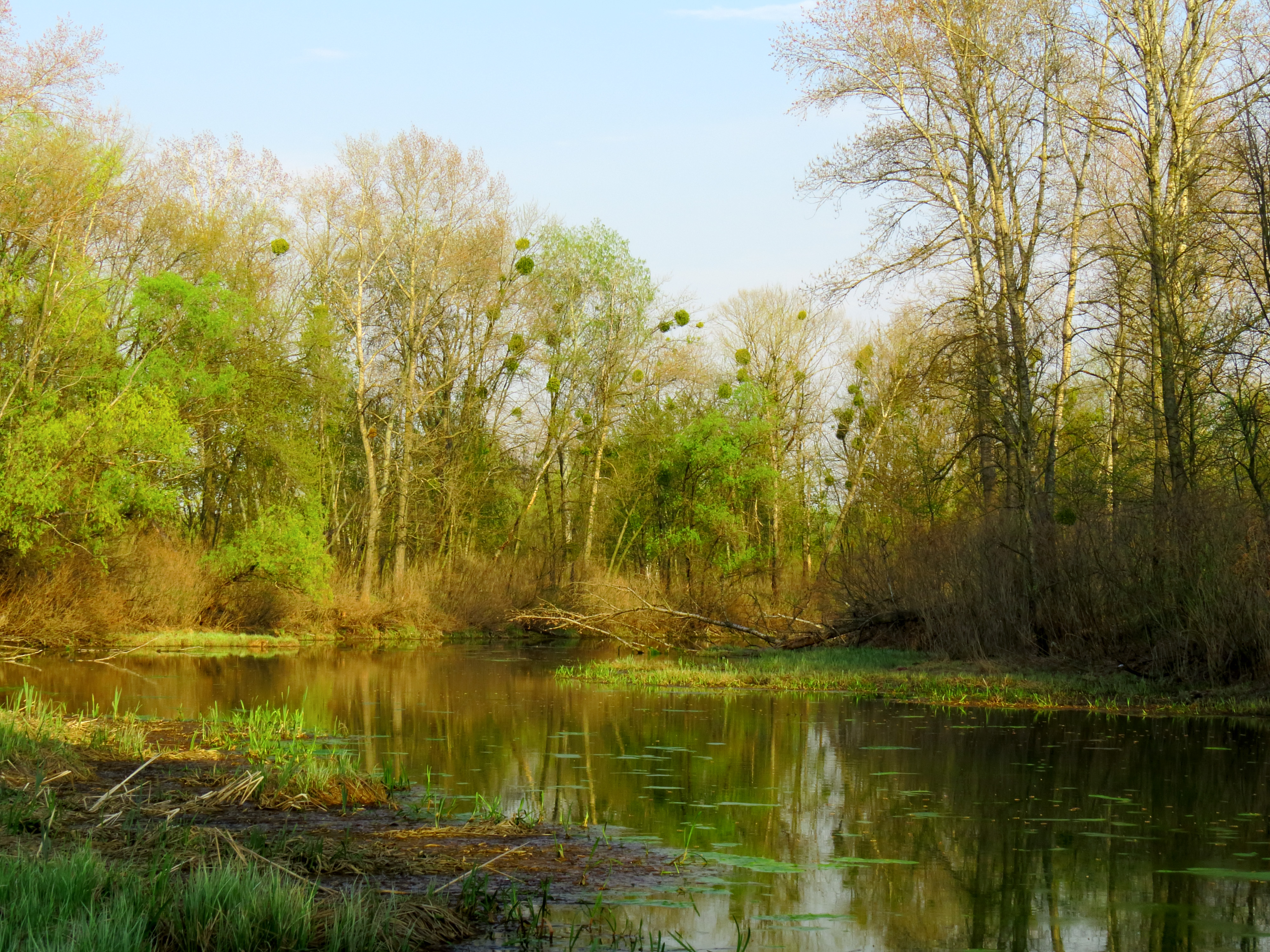
Острів Муромець. Озеро Глибоке
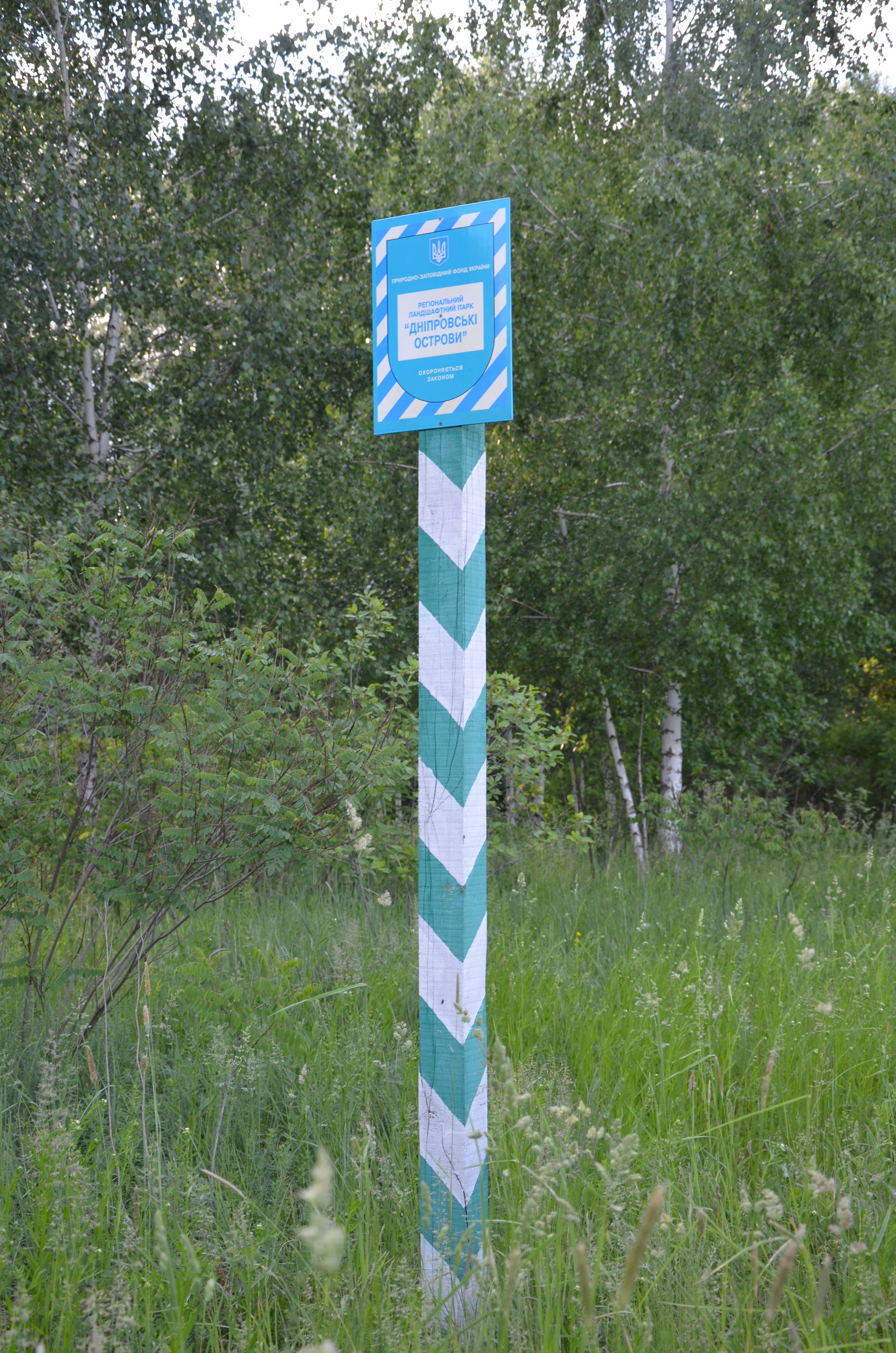
Знак "Дніпровські острови"
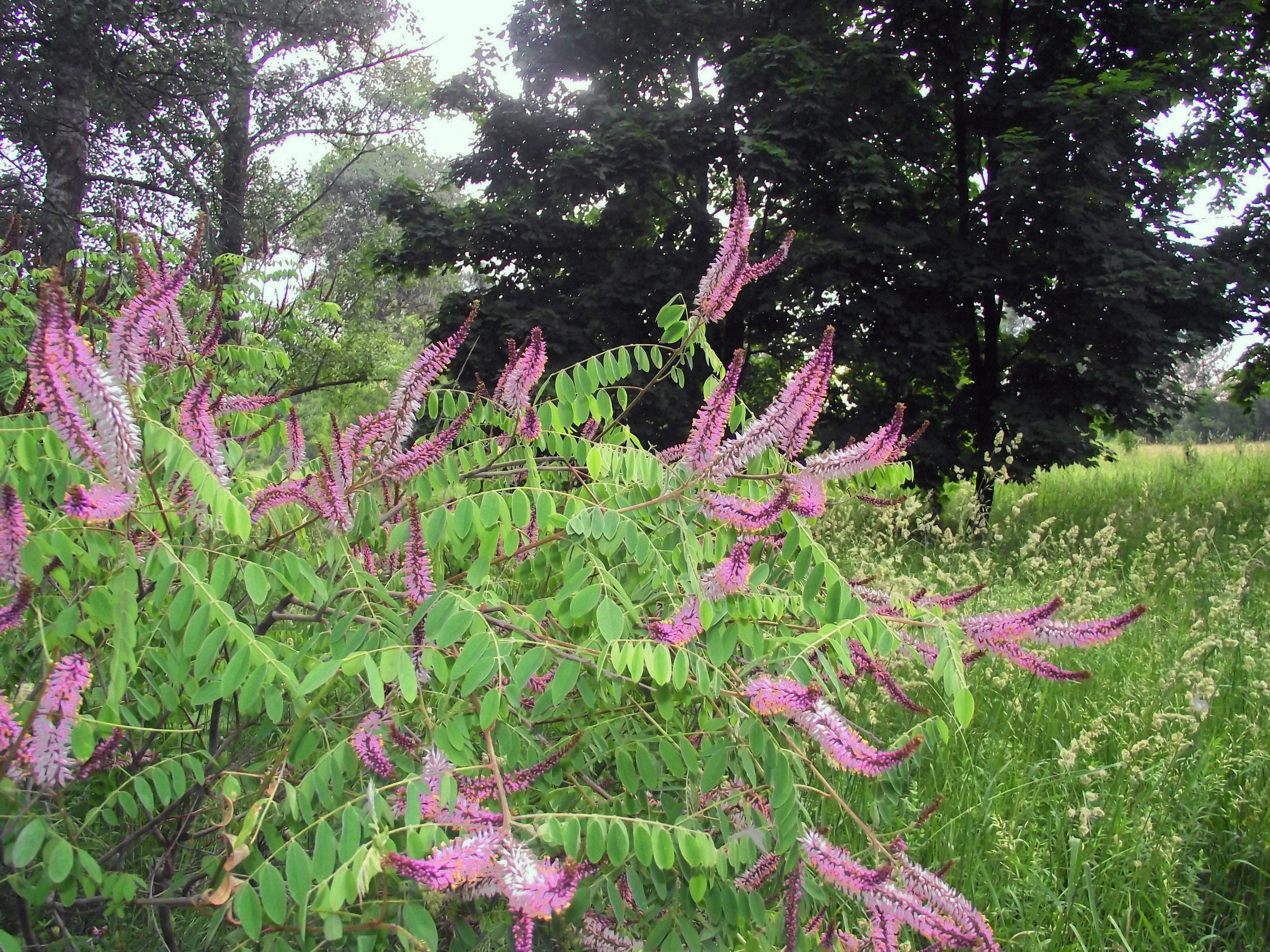
Флора Дніпровських островів
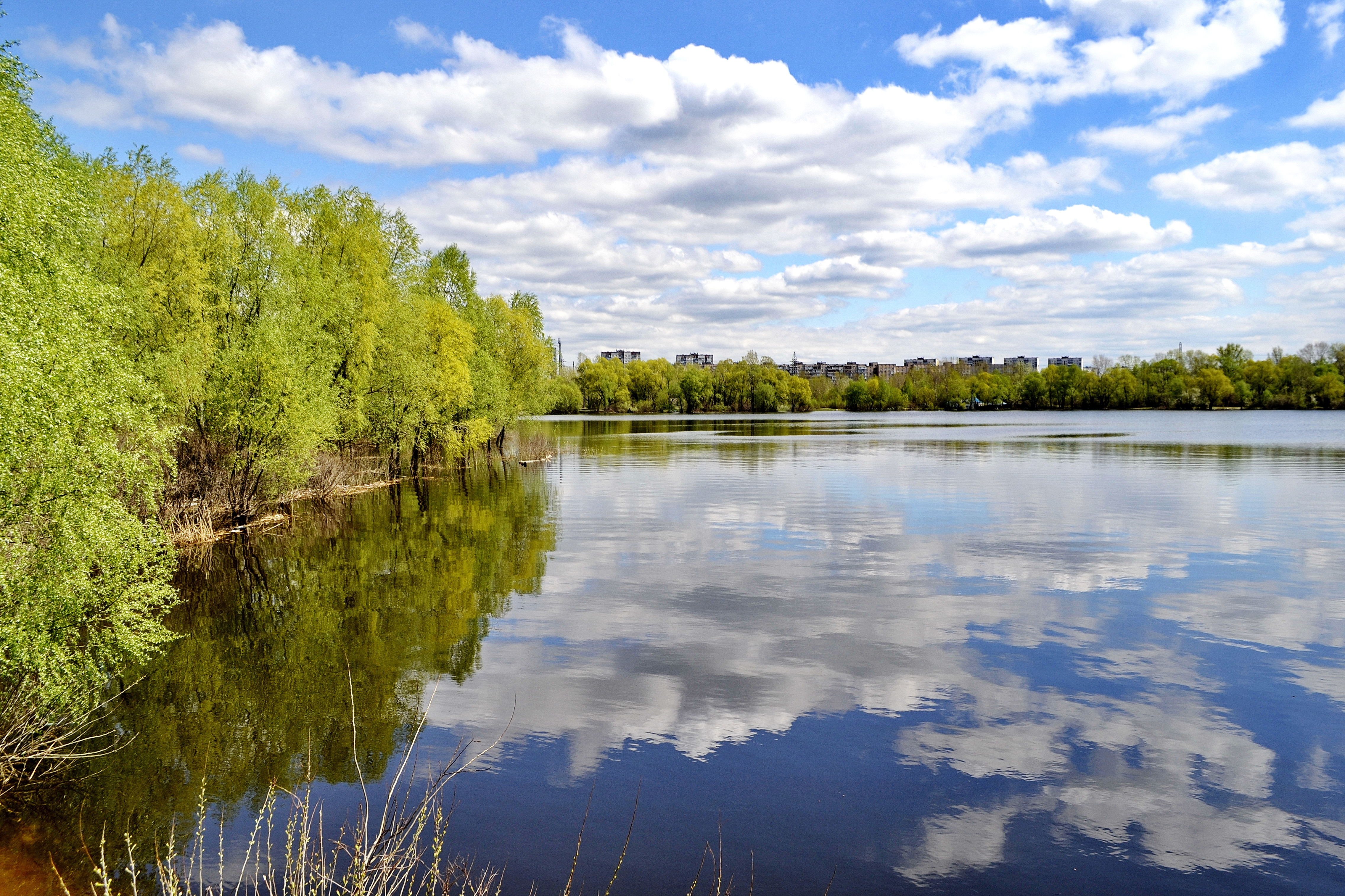
Затока Десенка